# Sarah Harmer
Sarah Harmer (Burlington, 12 novembre 1970) è una cantautrice canadese.

## Biografia
Nata in Ontario, inizia a cantare da giovane col gruppo The Saddletramps. Per tre anni milita in questa band, dopo di che passa ad un altro gruppo chiamato Weeping Tile, con cui pubblica alcuni lavori negli anni '90. Nel 1999 pubblica in maniera indipendente il suo primo album discografico solista. Nel 2006, con il suo quarto album, ha ricevuto la nomination al Polaris Music Prize. Nel corso della sua carriera ha collaborato con tanti altri artisti e gruppi tra cui Blue Rodeo, Great Big Sea, Rheostatics e altri. Nel 2007 riceve tre nomination al Juno Award per I'm a Mountain.
Nel 2010 pubblica il suo quinto album, anch'esso in nomination ai Juno.

## Discografia

### Album
- 1999 - Songs for Clem
- 2000 - You Were Here
- 2004 - All of Our Names
- 2005 - I'm a Mountain
- 2010 - Oh Little Fire
- 2020 - Are You Gone